# Cuba en los Juegos Olímpicos de Atenas 2004
Cuba estuvo representada en los Juegos Olímpicos de Atenas 2004 por un total de 151 deportistas, 97 hombres y 54 mujeres, que compitieron en 18 deportes.
El portador de la bandera en la ceremonia de apertura fue el atleta Iván Pedroso.

## Medallistas
El equipo olímpico cubano obtuvo las siguientes medallas:
| Nombre                       | Deporte            | Competición    |
| ---------------------------- | ------------------ | -------------- |
| Oro                          |                    |                |
| Yumileidi Cumbá              | Atletismo          | Peso F         |
| Osleidys Menéndez            | Atletismo          | Jabalina F     |
| Equipo                       | Béisbol            | Torneo M       |
| Yan Bartelemí                | Boxeo              | 48 kg M        |
| Yuriorkis Gamboa             | Boxeo              | 51 kg M        |
| Guillermo Rigondeaux         | Boxeo              | 54 kg M        |
| Mario Kindelán               | Boxeo              | 60 kg M        |
| Odlanier Solís               | Boxeo              | 91 kg M        |
| Yandro Quintana              | Lucha libre        | 60 kg M        |
| Plata                        |                    |                |
| Yipsi Moreno                 | Atletismo          | Martillo F     |
| Yudel Johnson                | Boxeo              | 64 kg M        |
| Lorenzo Aragón               | Boxeo              | 69 kg M        |
| Roberto Monzón               | Lucha grecorromana | 60 kg M        |
| Ibrahim Rojas Ledis Balceiro | Piragüismo         | C2 500 m M     |
| Yanelis Labrada              | Taekwondo          | –49 kg F       |
| Daima Beltrán                | Judo               | +78 kg F       |
| Bronce                       |                    |                |
| Yunaika Crawford             | Atletismo          | Martillo F     |
| Anier García                 | Atletismo          | 110 m vallas M |
| Michel López                 | Boxeo              | +91 kg M       |
| Iván Fundora                 | Lucha libre        | 74 kg M        |
| Juan Miguel Rodríguez        | Tiro               | Skeet M        |
| Equipo                       | Voleibol           | Torneo F       |
| Amarilis Savón               | Judo               | –52 kg F       |
| Yurisleidy Lupetey           | Judo               | –57 kg F       |
| Driulis González             | Judo               | –63 kg F       |
| Yurisel Laborde              | Judo               | –78 kg F       |
| Yordanis Arencibia           | Judo               | –66 kg M       |